# Jeremiah McLene
Jeremiah McLene (* 1767 im Cumberland County,  Province of Pennsylvania; † 19. März 1837 in Washington, D.C.) war ein US-amerikanischer Politiker. Zwischen 1833 und 1837 vertrat er den Bundesstaat Ohio im US-Repräsentantenhaus.

## Werdegang
Jeremiah McLene besuchte die öffentlichen Schulen seiner Heimat. Er nahm trotz seiner Jugend am Unabhängigkeitskrieg teil. Später zog er nach Chillicothe in Ohio, wo er eine politische Laufbahn einschlug. In den Jahren 1807 und 1808 saß er als Abgeordneter im Repräsentantenhaus von Ohio; zwischen 1808 und 1831 war er Secretary of State seines neuen Heimatstaates. In den 1820er Jahren schloss er sich der Bewegung um den späteren Präsidenten Andrew Jackson an und wurde Mitglied der von diesem 1828 gegründeten Demokratischen Partei.
Bei den Kongresswahlen des Jahres 1832 wurde McLene im achten Wahlbezirk von Ohio in das US-Repräsentantenhaus in Washington gewählt, wo er am 4. März 1833 die Nachfolge von William Stanbery antrat. Nach einer Wiederwahl konnte er bis zum 3. März 1837 zwei Legislaturperioden im Kongress absolvieren. Diese waren von den Diskussionen über die Politik von Präsident Jackson bestimmt. Im Jahr 1836 wurde McLene nicht wiedergewählt. Er starb am 19. März 1837, etwa drei Wochen nach seinem Ausscheiden aus dem Kongress, in Washington und wurde auf dem dortigen Kongressfriedhof beigesetzt.